# Sonna
Sonna va ser un religiós del segle vii que va ser bisbe de la desapareguda diòcesi de Bretoña.
Va ser escollit bisbe després de Metopi, l'any 646 apareix consagrat, moment en què va assistir al VII Concili de Toledo, on signa les actes amb el nom Sonna i el títol Britaniensis, en la posició 24 del llistat d'ordre d'antiguitat de bisbes. El 653 continuava governant, perquè es va celebrar el VIII Concili de Toledo i Sonna va ser convocat, però no va poder assistir en persona i va enviar en lloc seu un prevere anomenat Materic, que va confirmar les actes del concili com a vicari amb la fórmula Matericus, Presbyter Sonnani. Epi. Ecclesia Britaniensis, ss. Hom havia considerat que podia ser el mateix bisbe que hi havia a Ourense anomenat Sonna i que va confirmar les actes del concili, però Enrique Flórez ho desacredita perquè no té sentit el fet que signi com a titular d'una diòcesi i l'altra la signi un vicari.